# Rondo Rady Europy w Zamościu

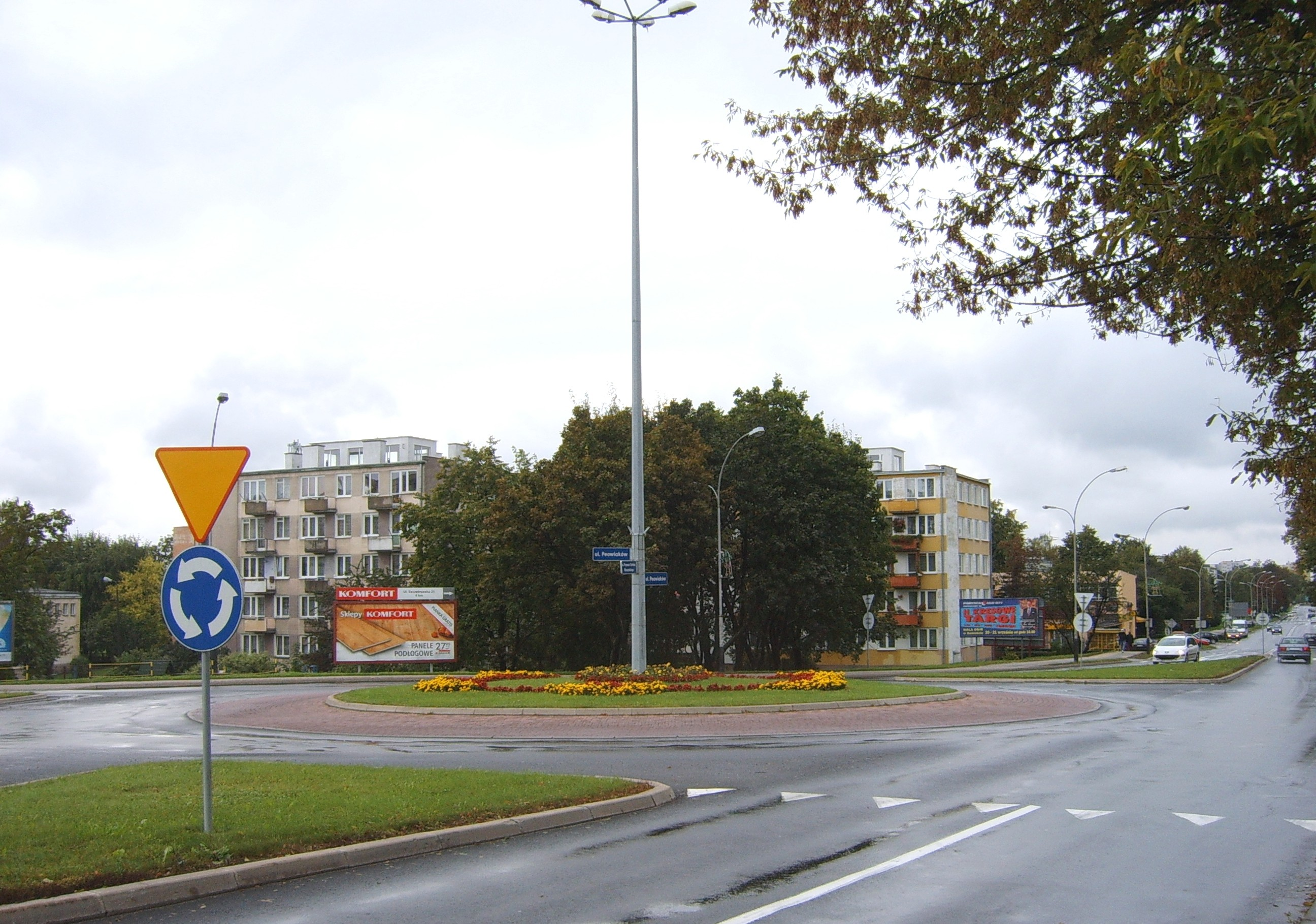
Rondo Rady Europy (widok w kierunku ul. Peowiaków)

Rondo Rady Europy – rondo w Zamościu, położone na terenie osiedla Planty, jakie wybudowano w roku 1997. Jest ono częścią Obwodnicy Śródmiejskiej i jest umiejscowione między Cmentarzem Parafialnym a wiaduktem nad linią normalnotorową.
Rondo to łączy ulice:
- ul. Peowiaków – od zachodu i od południa; również jednojezdniowa ulica, która jest jedną z najstarszych i najruchliwszych ulic miasta.

- ul. Prymasa S. Wyszyńskiego – od wschodu; w całości dwujezdniowa ulica z rozdzielającym pasem zieleni.